# Napoli (balletto)
Napoli (o Il pescatore e la sua sposa) è un balletto del 1842, musicato da quattro compositori danesi, Niels Wilhelm Gade, Edvard Helsted, Hans Christian Lumbye e Holger Simon Paulli, e coreografato da August Bournonville.
Rispecchia uno dei temi privilegiati del Romanticismo: l'interesse per la vita della gente umile, il tutto corroborato dallo scenario partenopeo, preso a simbolo di semplicità e vitalità. 

## Trama
Teresina è una giovane popolana, che ha due pretendenti: un commerciante di limonate e uno di spaghetti. Teresina è da sempre innamorata di Gennaro, un pescatore, ma affinché non si facciano più speculazioni sulla fedeltà di Teresina, Gennaro la chiede in moglie. Insieme partono con la barca, ma una tempesta la fa affondare e solo Gennaro sopravvive alla sciagura, sicché la madre di Teresina lo accusa di aver ucciso sua figlia. 
Sempre più disperato, Gennaro va a cercare conforto da un frate, il quale gli dona una immagine della Madonna, e lo esorta ad andare a cercare la sua amata. Ma Teresina non è morta: è stata salvata infatti dalle Nereidi, che l'hanno portata presso il dio Golfo, alla Grotta Azzurra. Il dio Golfo si innamora di Teresina e decide di trasformarla in Nereide, cancellando così ogni precedente ricordo della sua vita. Quando Gennaro va alla Grotta Azzurra, vede Teresina, ma non viene riconosciuto, così le mostra l'immagine della Madonna, e Teresina riacquista la sua forma umana e i suoi ricordi. 
Il dio Golfo offre dei doni ai due innamorati, colpito dalla potenza di un simile amore. I due giovani fanno ritorno a Napoli, ma Gennaro è accusato di stregoneria per aver resuscitato Teresina, data per morta a causa dell'annegamento. Ma il frate spiega al popolo che è stata la Madonna a compiere il miracolo e a resuscitare Teresina, così il balletto si conclude con la briosa tarantella di Lumbye.